# Trouble (Band)
Trouble ist eine 1978 in Chicago gegründete Doom-Metal-Band. Die Musik der Gruppe, die zu den populärsten und bedeutendsten Genrevertretern gezählt wird, gilt als wegweisend für den Stil. So wird Trouble neben Pentagram, Saint Vitus und Candlemass zu den bedeutendsten und einflussreichsten Doom-Metal-Interpreten der 1980er Jahre gerechnet. Häufig werden die drei amerikanischen Gruppen Pentagram, Saint Vitus und Trouble gemeinsam als Begründung für den Erfolg des traditionellen Doom Metals im Verlauf der 1980er-Jahre und als ursächlich für die Etablierung des Stils als eigenständiges Genre unter dem Begriff Doom Metal benannt.
Die Band wird hinzukommend, gemeinsam mit Place of Skulls, als bedeutender Vertreter des Stils mit christlicher Botschaft gezählt. Insbesondere gilt die Gruppe aufgrund der Promotion ihres Debütalbums als jene, für welche die Stilbezeichnung White Metal erdacht wurde. Obwohl die Musiker ein negatives Verhältnis zu dieser Zuordnung betonen, wurde die Band der christlichen Rock- und Metal-Szene zugerechnet.
Trotz ihrer hohen Popularität, dem ihr zugeschriebenen Einfluss auf weitere Musikgruppen und das Musikgenre selbst sowie ihrem Status als Kult-Act blieb der kommerzielle Erfolg der Band gering.

## Karriereverlauf
Der tatsächliche Erfolg der Gruppe blieb über den Verlauf ihrer Karriere gering. Die ersten Alben der Band wurden in den Vereinigten Staaten kaum wahrgenommen und fanden nur wenige Abnehmer. Erst ein Vertrag mit dem von Rick Rubin gegründetem Label Def American zu Beginn der 1990er Jahre ermöglichte der Band ein größeres Publikum, bei welchem sich Trouble, trotz der Produktion von Musikvideos und der Kooperation mit dem populären Label, allerdings nicht durchsetzen konnte. Zugleich war die Bandbesetzung durch diverse personelle Wechsel, die zu längeren Lücken in den Aktivitätsphasen der Band führten, stetig instabil. Trotz ihres geringen Erfolges in ihrem Heimatland genießt die Gruppe hohes Ansehen unter Musikern und verfügt insbesondere im europäischen und asiatischen Ausland über eine konstante Fangemeinde.

### Gründung bis zum ersten Vertragsabschluss (1978 bis 1984)
Der Gitarrist Rick Wartell gründete Trouble 1978 während seiner High-School-Zeit und brachte sich selbst als Gitarrist und Sänger der Band ein. Als weitere Musiker beteiligten sich der Bassist Mike DiPrima und der Schlagzeuger Mike Slopecki. In dieser Schülerband-Besetzung spielte Trouble ein erstes Konzert am Gordon Technical Institute in Chicago. Erst mit einer 1981 geschalteten Zeitungsannonce im Illinois Entertainer warb Wartell weitere Musiker an. Durch den Einstieg des zweiten Gitarristen Bruce Franklin und des Sängers Eric Wagner, welche bereits zuvor gemeinsam in einer Band gespielt hatten, und der nachfolgenden Veränderung der Rhythmusgruppe mit dem Bassisten Ian Brown und dem Schlagzeuger Jeff Olson formierte sich die Gruppe, die zumeist als Urbesetzung Troubles betrachtet wird.
In den ersten Jahren ihrer Aktivität spielte die Band jährlich ein Demoband ein, bis sie einen Vertrag mit Metal Blade Records abschließen konnten. Bereits in der Demophase zeichnete sich eine aufkeimende Unbeständigkeit in der Besetzung der Band ab. Bis zu den Aufnahmen des Debüts trat die Band gelegentlich in Chicago und Umgebung auf, spielte und probte jedoch unentwegt vier Mal pro Woche miteinander. Den Vertrag erlangte Trouble, nachdem ihr Auftritt im Deaf Club, vor Gehörlosen, Fans und Freunden der Band, in Aurora, Illinois vom 5. Februar 1983 aufgenommen worden war und in der Tape-Trading-Szene Bekanntheit erlangt hatte. Die Aufnahme kam in die Hände von Produzent Brian Slagel von Metal Blade Records, welcher die Band anschließend unter Vertrag nahm.

### Mit Metal Blade Records (1984 bis 1987)
Im Gespräch mit dem Musikjournalisten Martin Popoff erklärte Wartell, dass die Gruppe den Schreibprozess für die Stücke des Debüts sowie die des zweiten Albums The Skull weitestgehend abgeschlossen hatte, als sie zu den Aufnahmen nach Los Angeles aufbrach. Für die Fahrt nach Kalifornien kauften die Musiker einen Van und mieteten einen Anhänger für das Equipment der Gruppe. Während der Fahrt brach der Anhänger aus, rutschte über die Fahrbahn, verlor einen Teil des Equipments und zog das Auto in die Fahrbahnbegrenzung. Trotz des Unfalls, der keine größeren Schäden verursachte, setzte die Band die Reise fort und schloss die Aufnahmen zu Trouble binnen weniger Wochen ab. Bill Metoyer unterstützte die Aufnahmen, brachte sich jedoch ausschließlich als Tontechniker ein. Das so ohne einen ausführenden Produzenten in den Track Record Studios aufgenommene Debütalbum erschien im März 1984. Im gleichen Jahr wurde die Single Assassin ausgekoppelt. Metal Blade Records arrangierte zur Promotion des Albums einige Auftritte mit der Thrash-Metal-Band Slayer, welche die Band auf ihrem Rückweg nach Chicago absolvieren konnte. Allerdings wurde die Tournee schlecht besucht. Wartell erläuterte, dass Slayer und Trouble zu diesem Zeitpunkt kaum Publikum anzogen. Lediglich ein Konzert der Tournee, das in Pismo Beach stattfand, bezeichnete er mit einem Publikum von etwa 1500 Personen als eindrucksvoll.
Trouble wurde kaum wahrgenommen und generierte trotz wohlwollender Kritiken und Bemühungen des Labels keine Popularität. Wagner erläuterte, dass die in Anlehnung an die christlichen Texte bemühte Bezeichnung der Band als White Metal auf Promotionsarbeiten des Labels auf diese Zeit zurückzuführen sei. Metal Blade Records schuf damit eine Abgrenzung zu der damals vom Label für Gruppen wie Slayer und Danzig bemühten Bezeichnung Black Metal. In den folgenden Jahren etablierte sich der Terminus White Metal für christliche Bands.
Im darauf folgenden Jahr erschien ein weiteres Demoband sowie das zweite Studioalbum The Skull, welches ebenfalls in den Track Record Studios in Los Angeles aufgenommen wurde. Diesmal brachte sich Slagel als Produzent ein. Zur Promotion des Albums buchte Wartell eine Tournee entlang der Ostküste der Vereinigten Staaten, welche er als erfolgreich und gegenüber der Tournee zu Trouble als gut besucht beschrieb. Trotz der Tournee blieb der Absatz von The Skull unter den Erwartungen der Gruppe und des Labels zurück. Hinzukommend intensivierten sich im Verlauf der Tournee die Probleme innerhalb der Band, welche zu erneuten personellen Wechseln führten. In einer für Allmusic verfassten Biografie benennt Eduardo Rivadavia „Drogenmissbrauch und die Ernüchterung über ihre dürftigen Verdienste“ als wesentliche Aspekte der internen Spannungen. Ebenso berichtete Wagner von vermehrtem Drogenkonsum in der Gruppe, der mitunter zu einem harscheren Klang des Albums The Skull geführt habe.

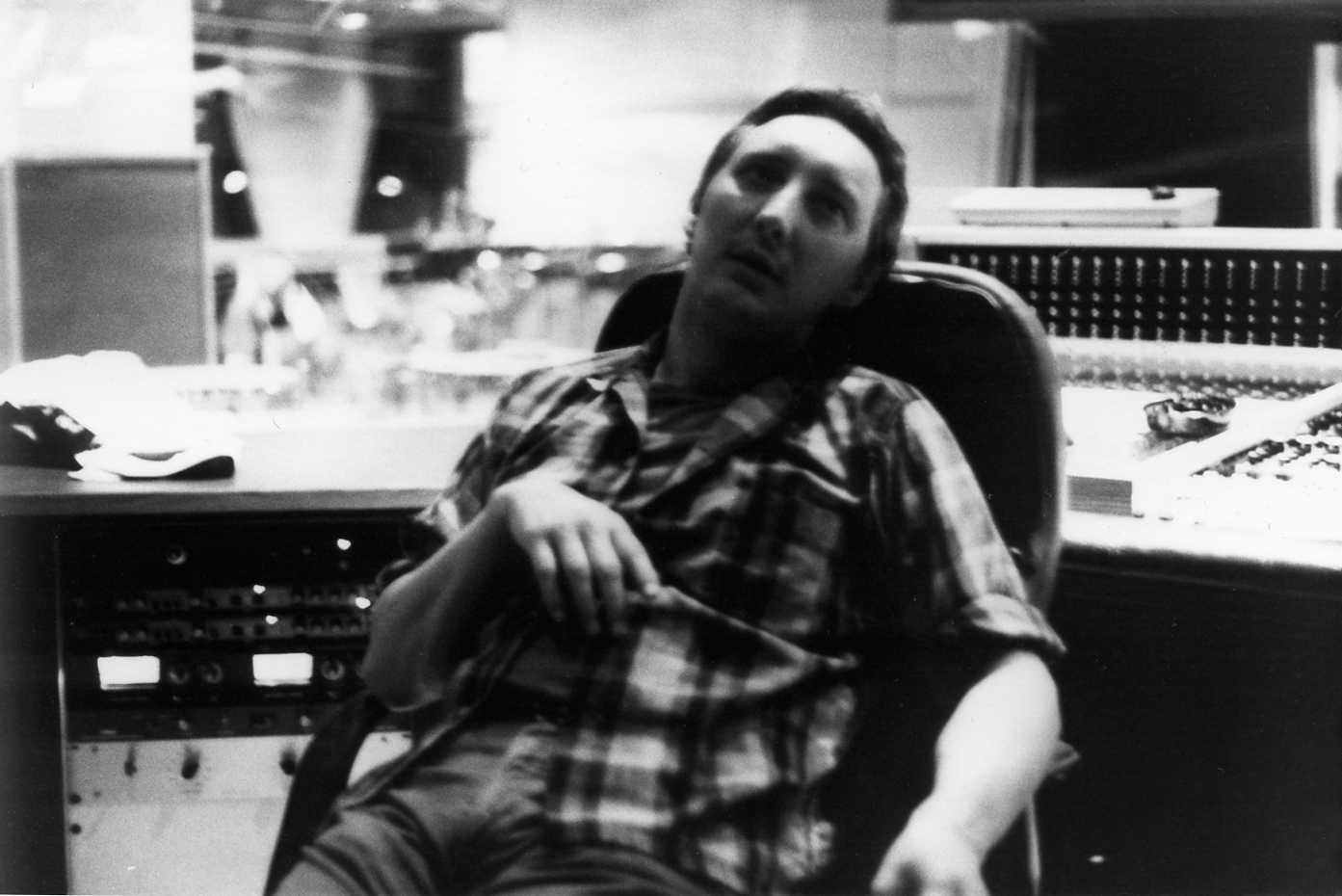
In den Studios der Chicago Recording Company nahm die Gruppe das Album Run to the Light mit Iain Burgess auf

Die Spannungen weiteten sich mit der Veröffentlichung des ebenso wie Trouble und The Skull kommerziell erfolglosen Albums Run to the Light 1987 auf das Verhältnis zum Label aus. Das in den Studios der Chicago Recording Company mit Iain Burgees (Big Black, Naked Raygun, Ministry) als Tontechniker und Jim Faraci (Poison, Ratt, L.A. Guns) als Produzent aufgenommene Album blieb kreativ und kommerziell hinter den Erwartungen des Labels zurück. Auch folgende Festival-Auftritte, unter anderem beim Milwaukee Metalfest, bei welchen sich die Band einem größeren Publikum präsentieren konnte, verbesserten den Absatz des Albums nicht. Metal Blade Records beendete abschließend die Kooperation mit Trouble, was die Band in einen mehrjährigen Aktivitätseinbruch führte.

### Mit Def American (1989 bis 1992)
Nach drei Jahren überwiegender Inaktivität kehrte Trouble 1990 mit Def American von Rick Rubin als neuem Vertragspartner und einem zweiten selbstbetitelten Album zurück. Die Musiker erläuterten den Titel als Zeichen des gefühlten Neubeginns der Gruppe. Entsprechend wurde im Zuge der Veröffentlichung das Debütalbum in Psalm 9 umbenannt.
Rubin, der das Album hinzukommend produzierte, hatte mit der Gruppe 1989 einen Vertrag abgeschlossen. Trouble wurde von Kritikern hoch gelobt und von einer anschließenden mehrjährigen Tournee begleitet. Def American koppelte mehrere Singles aus dem Album aus und finanzierte Musikvideos für die Stücke R.I.P. At the End of My Daze, The Misery Shows (Act 2) und Psychotic Reaction. Allerdings entstanden Konflikte zwischen Def American, der Warner Music Group, die als damals mit Def America kooperierender Vertriebskonzern die kommerziellen Entscheidungen beeinflusste, und Trouble um die Frage, welche Stücke wann ausgekoppelt und mit Musikvideos versehen werden sollten, sowie um die Gestaltung der jeweiligen Videos.
Mit Manic Frustration wurde 1992 ein weiteres, erneut von Rubin produziertes Album in Kooperation mit Def America veröffentlicht. Von dem Album wurden fast 100.000 Exemplare abgesetzt und es zeichnete sich damit als erfolgreichstes Album der Gruppe aus. Im Schreib- und Aufnahmeprozess zu Maniac Frustration erhöhten das Label sowie das Management zunehmend den Druck auf die Band, diese solle Songs schreiben, die sich als Radio- und Mainstream-tauglich erweisen. Unterdessen drifteten die Ideen der Musiker auseinander. Bruce Franklin erklärte im Gespräch mit Martin Popoff, dass die Gruppe während des Schreib- und Aufnahmeprozesses erstmals in interne Konflikte hinsichtlich der weiteren musikalischen Entwicklung der Gruppe geriet. Wagner strebte einen psychedelischeren, von den Beatles beeinflussten Klang an, während Franklin die Fortführung des Doom Metal bevorzugte. Ebenso erhärtete sich der Konflikt zwischen Trouble und Def American. Das Label veröffentlichte Memory’s Garden sowie Scuse Me/Sleeper als Singles und produzierte ein Video zu Memory’s Garden. Die Band bevorzugte ein Video zu Scuse Me, dies wurde vom Label erst verschoben und nach jenem zu Memory’s Garden verwehrt. Eine Tournee mit White Zombie und Pantera schloss sich der Veröffentlichung an. Trotz der verstärkten Promotion und dem erhöhten Absatz blieb eine kommerzielle Etablierung der Band im Mainstream-Markt aus und der Erfolg des Albums hinter den Erwartungen des Labels zurück. Mitunter schrieben die Musiker und deren Beobachter dies dem Grunge-Hype der frühen 1990er Jahre zu.
Das selbst in finanzielle Schwierigkeiten geratene Label kündigte bald darauf den Vertrag mit Trouble auf. Wagner erläuterte, dass Def America nach dem Misserfolg von Manic Frustration den Glauben an die Gruppe verloren habe. Nach dem Vertragsverlust zog sich die Band erneut für einige Jahre zurück. Jahre nach dem Vertragsende gaben Wartell sowie Warner an, die Entscheidung zu respektieren und kein Problem mit Rubin als Person zu pflegen. Beide betonten, dass sie von der Kooperation profitiert und viel über Arrangements und Studiotechnik von Rubin gelernt hätten.

### Mit Century Media und Pause (1995 bis 1997)

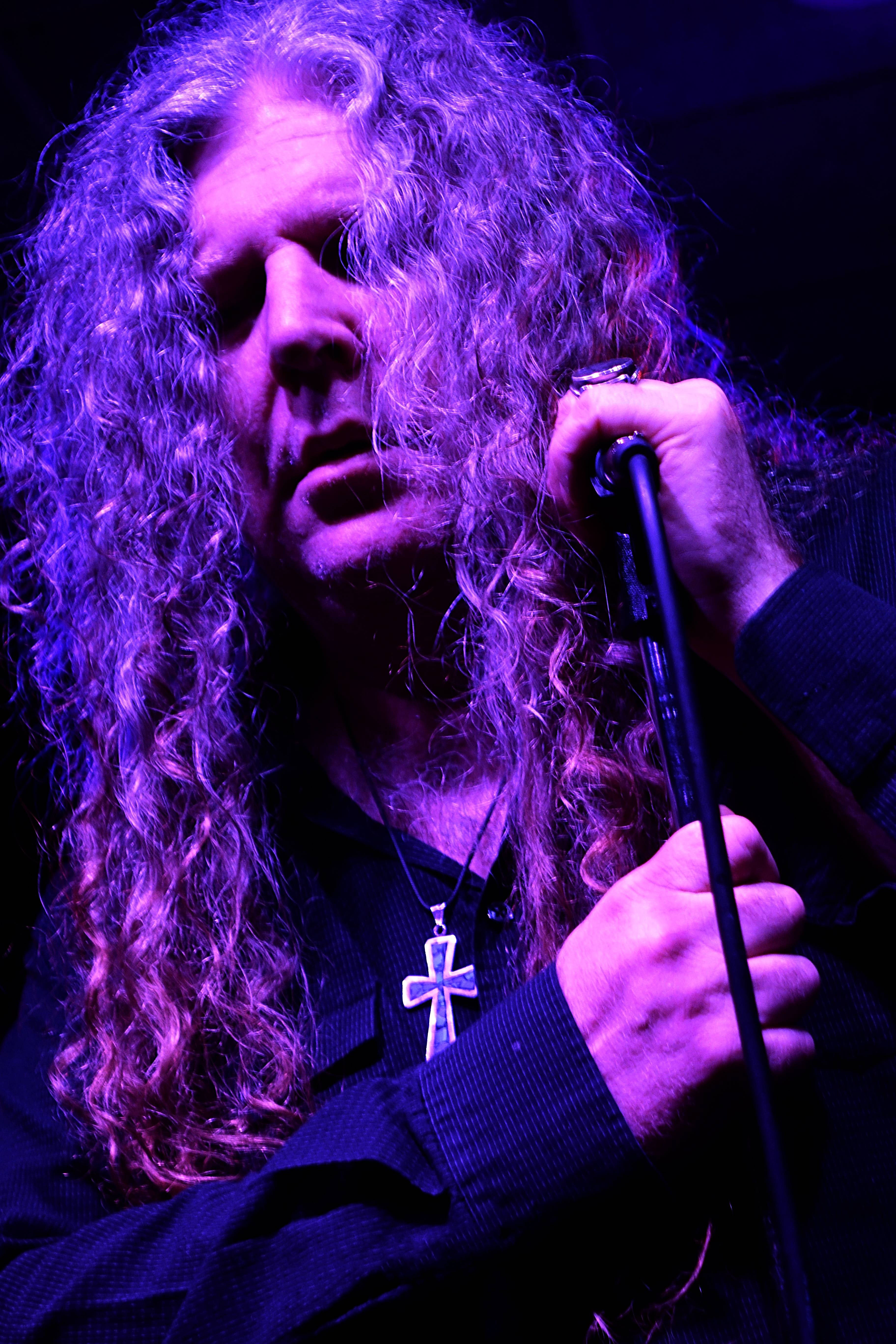
Eric Wagner verließ Trouble 1997 und gründete mit dem Anathema-Gitarristen Daniel Cavanagh die Band Lid

Mit Plastic Green Head kehrte die Band 1995 in die Öffentlichkeit zurück. Das Album wurde produziert von André Verhuysen, dem Veranstalter des Dynamo Open Air, und Jeff Weller von Laaz Rockit. Aufgenommen wurde es in den Indigo Ranch Studios in Malibu sowie den Fantasy Studios in Berkeley und über Century Media veröffentlicht. Die mit den Aufnahmen zu Manic Frustration begonnenen Streitigkeiten innerhalb der Band setzten sich indes fort. Nachdem die Gruppe das Album international vermarktet und auf Festivals wie dem Dynamo Open Air präsentiert hatte, verließ Eric Wagner die Band. Obwohl Wagner ersetzt wurde, folgte eine 12 Jahre anhaltende Veröffentlichungs-Pause, mit gelegentlichen Auftritten in teils unterschiedlichen Besetzungen.
In den nachfolgenden Jahren blieb die Bandkonstellation unbeständig. Konzerte fanden sporadisch statt. Einige der Musiker gründeten oder intensivierten die Arbeit mit Neben- beziehungsweise Folgeprojekten wie Lid, Wet Animal oder Supershine, deren Musik häufig in die direkte Tradition von Trouble gestellt wurde. Bruce Franklin betonte, dass die unterschiedlichen Gruppen mit ihren jeweiligen musikalischen Ausrichtungen die kreativen Interessen der unterschiedlichen Musiker und die daraus entstandenen Spannungen innerhalb der Band gut widerspiegelten. Während Wet Animal von Wartell, Pasqualla und Lira sich dem Stoner Rock zuwandte, orientierte sich Wagners Band Lid an den Beatles und der Pop- und Rock-Musik der 1960er Jahre, derweil die von Franklin und Olson initiierte Gruppe Supershine am ehesten im Doom Metal verhangen blieb. Obwohl Wagner bereits 2000 in die Band zurückkehrte, veröffentlichte die Band bis 2007 weiterhin keine neuen Aufnahmen.

### Mit Escapi Music (2007 bis 2011)
Trouble beendeten die Veröffentlichungspause mit dem Album Simple Mind Condition. Dies erschien vorerst nur in Europa über das schwedische Doom-Metal-Label Escapi Music. Die Aufnahmen in den Mars Recording Compound Studios in Shalersville, Ohio wurden von Vincent Wojno, der sich als Tontechniker bereits in die Aufnahmen des Albums Plastic Green Head eingebracht hatte und zuvor Alben von Kreator und Konkhra produziert hatte, begleitet. Zeitweise war der Nirvana-Schlagzeuger und Foo-Fighters-Frontmann Dave Grohl als Schlagzeuger des Albums im Gespräch. Grohl, der sich an die Band gewandt hatte, musste allerdings aus Terminengpässen seine Beteiligung absagen. Das über fünf Jahre geschriebene Album gilt als das unpopulärste der Band. Die Band tourte abschließend international, um die Veröffentlichung zu unterstützen, scheiterte jedoch beim Publikum.

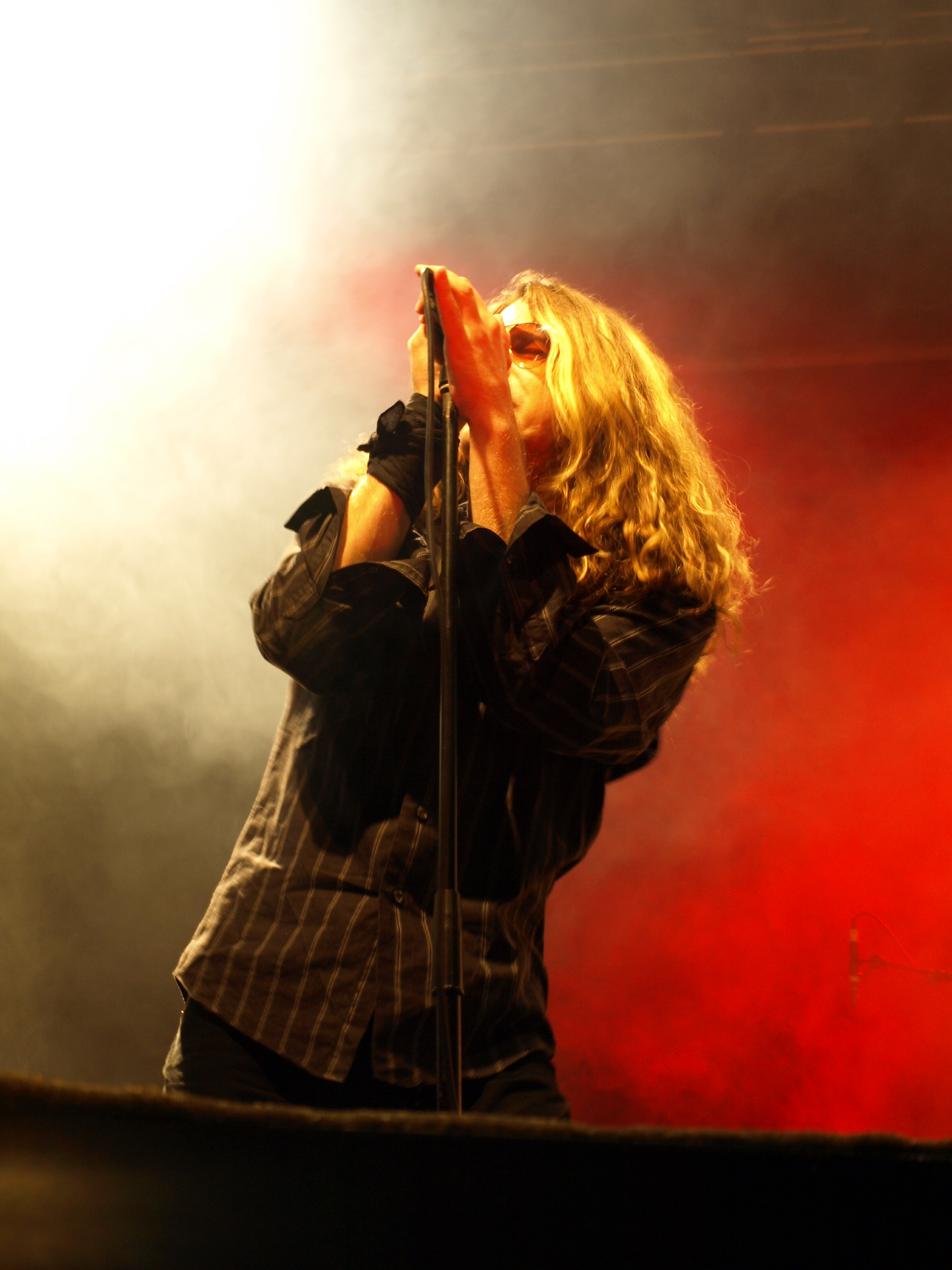
Kory Clarke mit Trouble beim Jalometalli 2008 in Oulu

In den Vereinigten Staaten erschien Simple Mind Condition erst 2009, blieb dort jedoch ebenso erfolglos. Vor der US-Veröffentlichung erschien mit Unplugged 2008 eine ebenfalls mit Wojno aufgenommene EP mit Akustikversionen bekannter Trouble-Stücke und einer Coverversion des Yardbirds-Stücks Heartful of Soul. Wagner schied nach der Veröffentlichung erneut aus der Gruppe aus, woraufhin diese über mehrere Jahre international mit Kory Clarke tourte. Studioaufnahmen mit Clarke blieben aus. Nachdem Clarke Trouble 2012 verlassen hatte, griff er die verbleibenden Mitglieder der Band sowie das Publikum als christliche Fundamentalisten, Spinal-Tap-Karikaturen und anachronistische Black-Sabbath-Imitationen an, die sich in ihrem kreativen Schaffen selbst begrenzen. Einzig das Livealbum Live in L. A. zeugt von seiner Tätigkeit für Trouble. Live in L. A. war dabei Teil einer Reihe von Veröffentlichungen zwischen 2007 und 2011, die Raritäten und unterschiedliche Auftritte dokumentierten. Clarke verließ die Band im Schreibprozess an dem als The Dark Riff angekündigten Album.

### Mit FRW Music und danach (Seit 2013)
Der Arbeitstitel The Dark Riff wurde im Aufnahmeprozess fallengelassen. Das Album erschien 2013 als The Distortion Field. Thomas schrieb die Texte für die bereits bestehende Musik. Die Aufnahmen wurden von Bill Metoyer, der bereits für The Skull als Produzent tätig gewesen war, als Techniker begleitet. Das Album wurde über das schwedische Label FRW Music vertrieben und ohne Produzent eingespielt. Anders als Simple Mind Condiotion wurde The Distortion Field von Publikum und Rezensenten mehrheitlich positiv aufgenommen.
Auf eine ausgiebige Tournee zur Promotion verzichtete die Gruppe aufgrund familiärer Verpflichtungen. Früh kündigte die Band weitere Aufnahmen an. Auf ihrer Homepage sowie über ihre Facebook-Seite kündigte Trouble ein Album für das Jahr 2016 an. In einem 2017 geführten Interview erläuterte Thomas, dass das Album in Arbeit, jedoch nicht fertig gestellt sei. Ein veröffentlichendes Label stand zum Zeitpunkt der unterschiedlichen Stellungnahmen noch nicht fest.

## Bandkonstellation
Die Gitarristen Rick Wartell und Bruce Franklin sind seit 1981 die beständigen Mitglieder der Band. In der öffentlichen Wahrnehmung galt hinzukommend der Sänger Eric Wagner als wesentliches Mitglied der Band. Die Bassisten und Schlagzeuger variierten hingegen über die Jahre mehrmals. Unterdessen beteiligten sich viele der Musiker an diversen Neben- und Folgeprojekten. Dabei agierten unterschiedliche Trouble-Musiker in solchen Nebenprojekten häufig miteinander.

### Besetzungsgeschichte
In den meisten Chroniken der Gruppe wird die Phase als Schülerband übergangen. Daher werden DiPrima und Slopecki, jene Mitmusiker, mit welchen Wartell Trouble ursprünglich gründete, nur selten in Banddarstellungen erwähnt. Anstelle dieser ersten Besetzung gilt die Konstellation aus den Gitarristen Bruce Franklin und Rick Wartell, dem Sänger Eric Wagner, dem Schlagzeuger Jeff Olson und dem Bassisten Ian Brown als vermeintliche Urbesetzung. Aus dieser blieben Franklin und Wartell Dauerhaft als Mitglieder von Trouble bestehen. Die weiteren Positionen in der Gruppe wurden über die Jahre unterschiedlich besetzt. Insbesondere die Position des Bassisten wurde häufig neu besetzt. So verließ Ian Brown Trouble noch in der Demophase und wurde erst 1983 durch Sean McAllister, später 1986 durch Ron Holzner ersetzt. Holzner blieb der Band länger erhalten und verließ die Gruppe erst 2002, woraufhin Chuck Robinson die Funktion des Bassisten bis 2008 übernahm. Im Anschluss an Robinson übernahm Shane Pasqualla das Instrument. Dieser verließ die Band 2013 und wurde durch Rob Hultz ersetzt. Auch die Position des Schlagzeugers wurde mehrmals neu vergeben. Allerdings besaß Trouble mit Jeff Olson und Marko Lira über längere Zeiträume feste Schlagzeuger. Olson verließ die Band 1986 das erste Mal und wurde durch Dennis Lesh ersetzt. Dieser wurde 1987 von Ted Kirkpatrick abgelöst. Kirkpatrick spielte nur einige Konzerte mit Trouble und wurde 1989 durch Barry Stern abgelöst. Der Teil von Trouble blieb bis Olson 1993 in die Band zurückkehrte. Olson blieb diesmal bis 2008 Teil der Band und wurde anschließend durch Marko Lira ersetzt. Der häufig mit der Band assoziierte Sänger Eric Wagner blieb der Band bis 1997 erhalten. An seine Stelle trat damals Kyle Thomas, welcher mehrere Auftritte mit Trouble absolvierte und nach 2012 als fester Sänger für Trouble sang. Zuvor schied Thomas im Jahr 2000 durch Wagners Rückkehr aus. Wagner blieb Trouble darauf bis 2008 erhalten. Bis zu dem erneuten Einstieg von Thomas 2012 übernahm Kory Clarke für vier Jahre den Gesang.

### Nebenprojekte und weitere Beteiligungen

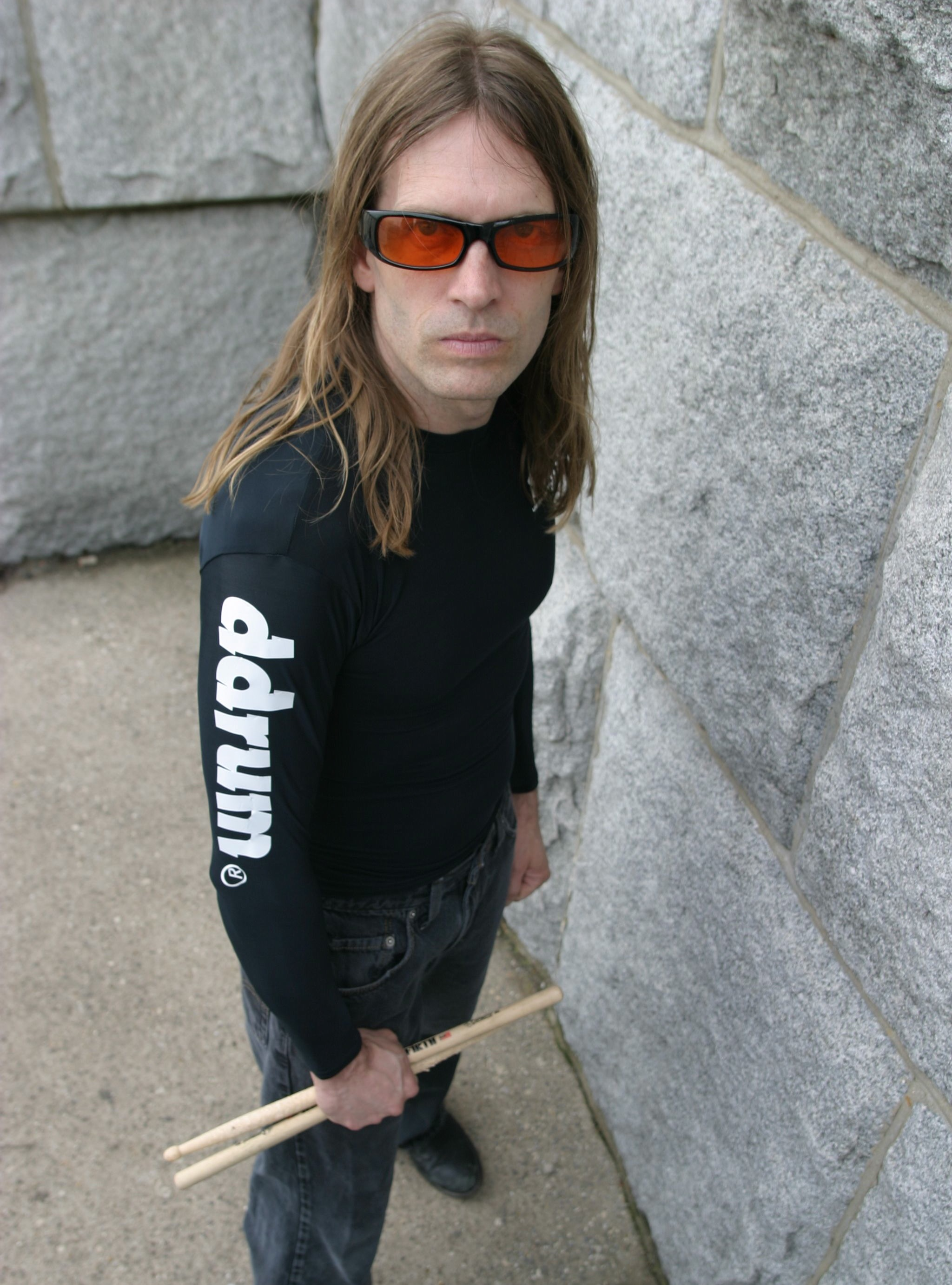
Jeff Olson war mehrmals und über mehrere Jahre Schlagzeuger der Band und gründete mit Retro Grave ebenso ein eigenes Projekt.

Nahezu alle Musiker zeichneten sich durch weitere Band- und Projektbeteiligungen in der amerikanischen Rock- und Metal-Szene aus. Projekte wie Wet Animal, The Skull und Supershine, an welchen sich stets mehrere Musiker der Gruppe beteiligten, wurden als direkte Neben- oder Folgeprojekte von Trouble betrachtet. Wet Animal wurde von Wartell gegründet. An der Band waren zu unterschiedlichen Zeitpunkten Holzner, Olson, Lira und Pasqualla beteiligt. The Skull wurde von Wagner und Holzner unter Beteiligung von Olson und Robinson initiiert. Supershine wurde von Franklin und Olson mit Doug Pinnick von King’s X gegründete Projekt Neben solchen Gruppen brachten sich einige Musiker in entferntere Projekte ein. So beteiligte sich Franklin an dem christlichen Industrial-Metal-Projekt Generation.
Wagner sang für Gruppen wie Lid, Blackfinger sowie Live für Projekte wie Death Row und Probot. Thomas war bereits vor seiner Zeit mit Trouble durch seine Tätigkeit für Exhorder bekannt und war darüber hinaus als Sänger von Gruppen wie Alabama Thunderpussy und Floodgate aktiv. Clarke war hingegen mit Rock- und Post-Punk-Bands wie Warrior Soul, Dirty Rig, Mob Research und L-Seven aktiv.
Die beiden frühen Bandmitglieder DiPrima und Slopecki bleiben ebenso wie Ian Brown ohne nennenswerte Beteiligung an weiteren Metal- oder Rockprojekten. Auch zeichnete sich der nachfolgende Bassist McAllister nicht durch weitere Beteiligungen aus. Holzner gründete mit dem Saint-Vitus-Gitarristen Dave Chandler und dem Down-Schlagzeuger Jimmy Bower 2001 die Doom-Supergroup Debris Inc., mit dem The-Living-Fields-Gitarristen Jason Muxlow die Thrash-Metal-Band Earthen Grave und spielte 2002 für Place of Skulls. Hultz hingegen war durch seine Beteiligungen an Godspeed und Solace bereits vor seiner Beteiligung an Trouble bekannt.
Schlagzeuger Jeff Olson beteiligte sich neben den diversen Trouble-Nebenprojekten 2013 an Place of Skulls und gründete in den 2000er-Jahren unter anderem das Doom-Metal-Projekt Retro Grave. Dennis Lesh hingegen beteiligte sich vorübergehend an Chastain von Mike Varney sowie an Kenziner und Stygian. Der mit Zoetrope bekannt gewordene Barry Stern brachte sich neben Trouble in die Supergroup Debris Inc. ein, bevor er im April 2005 in Folge von Komplikationen einer Hüftoperation verstarb.

## Werk und Wirkung
Die Musik von Trouble gilt überwiegend als klassischer Doom Metal. Der Gruppe wird eine hohe Bedeutung für die Entstehung und Verbreitung des Musikstils nachgesagt. Dabei griff die Gruppe auf Einflüsse aus Heavy Metal, New Wave of British Heavy Metal, Hard Rock und Psychedelic Rock zurück. Die religiöse und spirituelle Ausrichtung der Texte führte hinzukommend zur Etablierung des Begriffes White Metal, für Metal mit christlichem Inhalt, für welchen Trouble ebenfalls als wegweisend gelten.

### Rezeption und Bedeutung
Der Musikjournalist Garry Sharpe-Young bezeichnet Trouble als „Kult-Act“ des Doom Metal. Gemeinsam mit Pentagram und Saint Vitus gilt die Band als Teil der Holy American Doom Trinty, US Doom Trinity oder Doom Trinity. Den drei Gruppen wird gemeinsam mit der schwedischen Band Candlemass der Erfolg des Doom Metals im Verlauf der 1980er Jahre zugerechnet. Mit den 1984 und 1985 erschienenen Debütalben der drei Bands Trouble, später Psalm 9, Saint Vitus und Pentagram, später Relentless, wird der American Doom Trinity der Erfolg des traditionellen Genres zugeschrieben, während Candlemass die Ausformulierung des Epic Doom zugeschrieben wird. Allen vier Bands wird nachgesagt die Musik gemeinschaftlich als eigenständiges Genre unter dem Begriff Doom Metal etabliert zu haben. Der Musikjournalist Martin Popoff beschreibt Trouble gar als „Urheber des Genres nach Black Sabbath und vielleicht Witchfinder General“. Robert Pasbani hebt in einer für das Webzine Metal Injection verfassten Rezension des Debüts ebenfalls die Bedeutung der Band für das Genre hervor.

“Until Trouble and their like came along, Black Sabbath’s original, slothful, down-tuned template for heavy metal was simply called, well, ‘heavy metal,’ and had been largely relegated to the dustbin of music history amid the conquering onslaught of thrash.”

„Bis Trouble und ihresgleichen [insbesondere Candelmass und Saint Vitus] auftauchten, wurde Black Sabbaths ursprünglicher, träger, heruntergestimmter Heavy-Metal-Klang, nun ja, einfach ‚Heavy Metal‘ genannt und war unter dem überwältigenden Ansturm des Thrash größtenteils in den Mülleimer der Musikgeschichte verbannt worden.“

Bereits mit Trouble hob sich die Band von den vom Blues beeinflussten Pentagram und den vom Punk inspirierten Saint Vitus durch ihr dynamisches Tempo und die klarere Produktion ab. Mit ihrer durch Gruppen wie Judas Priest beeinflussten eigenen Stil-Mischung werden Trouble daher als die eingängigste Gruppe der US Doom Trinity bezeichnet. Insbesondere der Einfluss der New Wave of British Heavy Metal prägte die Wahrnehmung der Gruppe als wegweisend sowie jene der ersten vier Trouble-Alben als „Referenzwerke“ des Genres.
Obschon die weiterführende Stilentwicklung eher Saint Vitus und Candlemass zugerechnet wird, wird Trouble als diejenige Band bezeichnet, welche dem traditionellen Stil, trotz des eigenen kommerziellen Scheiterns, am ehesten zu Erfolg und Verbreitung verholfen habe. Eduardo Rivadavia beschreibt das Album Psalm 9 in einer für Allmusic verfassten Rezension als eine der „Eröffnungs-Salven eines wirklich amerikanisch gebrauten Doom-Stils“. So ging er davon aus, dass „die Band damit beschäftigt war, die Vorgeschichte des Doom Metal für das neue Jahrzehnt zu aktualisieren.“ Ähnlich benennt der Manilla-Road-Schlagzeuger und Deaf-Forever-Redakteur Andreas „Neudi“ Neuderth die Musik der Band in einer Rezension des Albums The Skull als eine „Blaupause für [das] Subgenre“. Garry Sharpe-Young bezeichnet die Gruppe hinzukommend als wegweisend für die Vertreter des Stoner Rock.
Der Chefredakteur des Deaf Forever Götz Kühnemund stellt die Band in ihrer Bedeutung für den Doom Metal neben Candlemass und Black Sabbath. So führt er aus, dass „[a]lle drei […] so stilprägend für das Genre [waren], dass man nicht weiter über ihre Bedeutung diskutieren“ müsse. In seiner Rezension des Albums Psalm 9 führt er aus, dass dieses Debüt in seiner Bedeutung für das Genre für ihn selbst gar „noch höher einzustufen [sei] als jede Black-Sabbath-Scheibe mit Ozzy“. Der Cathedral-Gründer und Rise-Above-Records-Inhaber Lee Dorrian benannte im Gespräch mit dem Deaf-Forever-Redakteur Wolf-Rüdiger Mühlmann die gleichen drei Musikgruppen als wesentlich und The Skull als das seiner Meinung nach beste Doom-Metal-Album. Der Musikjournalist Ian Christe listete Psalm 9 und The Skull in seiner Aufzählung der wichtigsten Genre-Veröffentlichung in seiner Metal-Chronologie Sound of the Beast. In weiteren, ähnlichen Listen wird meist mindestens eines der beiden ersten Alben aufgezählt. So erwähnt der britische Metal Hammer Psalm 9 unter den „10 Essentiellen Doom Metal Alben“. In ähnlichen Listen wird Psalm 9 von Loudwire, Kerrang geführt. In umfangreicheren Genrelisten wie vom Decibel und Deaf Forever werden gleich beide Alben genannt.

### Stil
Die frühen Alben von Trouble gelten als „Referenzwerke“, „Genre-Klassiker“ und „Blaupause[n]“ des traditionellen Doom Metal. Für Andreas Stappert vom Deaf Forever „driftete [Trouble] seit den Neunzigern aber zusehends in Richtung Psychedelic Rock mit Beatles-Harmonien ab.“
Eduardo Rivadavia bezeichnet das Frühwerk der Band in seiner für Allmusic verfassten Rezension des Albums Psalm 9 „als große Reminiszenz an die 70er-Jahre in jeder Hinsicht (Aussehen, Sound, etc.)“. Der ehemalige Sänger Kory Clarke kritisierte diesen Stil nach seinem Ausstieg 2012 und bezeichnete Trouble als „eine Band, die über 30 Jahre alt ist und genau so spielt und klingt.“ Rückblickend wird das Frühwerk der Gruppe hingegen häufig als Antithese zu den in den frühen 1980er Jahren entstehenden und populären Metal-Substilen Speed und Thrash Metal bezeichnet, da die zeitgleich aktive Gruppen der New Wave of British Heavy Metal, des Thrash Metal und des Speed Metal mit zunehmenden Tempo agierten und Trouble bewusst und entgegen dem Trend der Zeit langsamen Metal spielten.
Dabei wird die Musik als Melange der frühen Black Sabbath und der New Wave of British Heavy Metal beschrieben. Wagner bestätigte, dass die Umschreibung den Einflüssen der Band bereits zu Beginn ihrer Laufbahn entsprach, ergänzte aber, dass weitere Interpreten, insbesondere solche des Psychedelic Rock und des Hard Rock, Trouble schon früh beeinflusst hätten. Wartell ergänzte und konkretisierte in einem Gespräch mit Martin Popoff die Einordnung.

“[I]t was like, we wanted to be as heavy as Black Sabbath but with the double guitars of Judas Priest[.]”

„Es war etwa so, als wollten wir so heavy wie Black Sabbath sein, aber mit zwei Gitarristen wie Judas Priest.“

Entsprechend wird Trouble meist ein eigener Stil attestiert. Dieser Stil lege Vergleiche mit Pentagram und Saint Vitus zwar nahe, hebe sich von diesen Doom-Vertretern jedoch durch ein dynamisches Tempo, eine klarere Produktion und Wagners markanten Gesang ab. Als besonders Kennzeichen dieses Klangs gilt das als fett, druckvoll und zugleich melodisch umschriebene Gitarrenspiel der beiden Gitarristen Franklin und Wartell, in Kombination mit dem hohen Gesang Wagners. Dabei wird Wagner positiv besetzt eine „weinerliche Stimme“ attestiert, welche allerdings als „hohe Kreischstimme [die Hörer] von Anfang an polarisierte“. Der Musikjournalist Aleksey Evdokimov beschreibt Wagner in seinem Doom Metal Lexicanum gar als „einen der charismatischsten Sänger der Rock- und Metal-Szene“, dessen Stimme unverwechselbar sei.
Mit Manic Frustration und Plastic Green Head variierte die Band die Einflüsse und reduzierten den harten Metal-Klang zugunsten einer eher am Stoner- und Psychedelic-Rock orientierten Musik. Dennoch behielt die Band ihre wesentlichen Bestandteile bei. Mit Simple Mind Condition kehrte die Gruppe zunehmend zu dem Klang früherer Veröffentlichungen zurück, strebte jedoch nicht mehr die Härte der ersten Veröffentlichungen an.

### Inhalt
Sänger Eric Wagner, der für die meisten Texte verantwortlich zeichnete, benannte John Lennon und Jim Morrison als wichtige Inspiration für seine eigenen Liedtexte. Insbesondere seine frühen Lieder waren von seiner katholischen Erziehung geprägt. Zum Teil wollte Wagner sich mit den christlich geprägten Texten von der damals provokant satanisch geprägten Metal-Szene abgrenzen. Allerdings entsprangen seine Texte keinem belehrenden oder bekehrenden Ansinnen. Vielmehr seien sie Ausdruck eines Selbstfindungsprozesses gewesen. Entsprechend werden die Lieder von seinen Bandkollegen als Ausdruck spezifischer Lebensphasen benannt. So handele laut Wartell das Album The Skull von Themen wie Suizid und Tod und repräsentiere „die depressivste Zeit [in Wagners] Lebens“. Spätere Liedtexte wurden kryptischer und weniger offensichtlich christlich geprägt. Mitunter wurde den Texten von Manic Frustration und Plastic Green Head ein erhöhter Einfluss konsumierter Drogen bescheinigt.
Dennoch wurde die Gruppe häufig mit den Texten der ersten Alben konfrontiert und mit dem durch das Label Metal Blade Records für sie geschaffenen Terminus White Metal versehen. Allerdings lehnten die Musiker die Bezeichnung später ab. Insbesondere das mit der Bezeichnung assoziierte Bestreben, über ihre Musik zu predigen, widerstrebte den Musikern.
Die Texte zu The Distortion Field stammten überwiegend von Korey Clarke und Bruce Franklin, orientierten sich allerdings an den von Wagner verfassten Liedern. Kyle Thomas ergänzte, dass „dunkle und geheimnisvolle Themen“ eine wichtige Konstante in dem Gesamtwerk der Band seien. Über die von Franklin verfassten Texte nahm die christlichen Themen erneut zu, da dieser sich im Verlauf der 1990er dem Christentum zuwandte.